# Karl Wauer
Johann Gottfried Karl Wauer (* 26. Januar 1783 in Berlin; † 13. Juli 1857 in Freienwalde an der Oder) war ein deutscher Opernsänger (Bass) und Theaterschauspieler.

## Leben
Karl Wauer entstammt einer Handwerkerfamilie; sein Vater war Sattlermeister. Der Organist der Sophienkirche, Christian Rebenstein, erkannte früh seine musikalischen Fähigkeiten und bestimmte ihn schon bald für den Schülerchor. Durch Rebensteins Vermittlung konnte er auch in Adelungs Gesang-Verein Erfahrungen sammeln. Durch diese Erfahrungen lernte er – meistenteils autodidaktisch – so viel, dass er sich bereits als Jugendlicher für den Chor der Italienischen Oper seiner Heimatstadt bewerben konnte. Parallel dazu absolvierte er in der Werkstatt seines Vaters eine Sattlerlehre.
Im Sänger Johann Christian Franz fand Wauer einen Förderer, mit dessen Hilfe er später vom Chor des königlichen Hoftheaters aufgenommen wurde. Durch Franz war es ihm auch möglich, parallel zu seinen Aufgaben am Theater seine Bildung durch Unterricht am Gymnasium zum Grauen Kloster zu vervollkommnen. Anlässlich der Inszenierung von Karl Friedrich Henslers Oper Die Nymphe der Donau am 3. Februar 1802 stand Wauer zum ersten Mal offiziell auf der Bühne.
Als Ersatz für den Bassisten Josef Karel Ambrož sang Wauer 1807 sehr erfolgreich die Rolle des „Oransky“ und wurde daraufhin von August Wilhelm Iffland für das Hoftheater engagiert. Bis 1835 trat er meistenteils als Sänger auf; in Berlin, Potsdam und vielen Gastspielen in ganz Preußen. Als er im selben Jahr einen Vertrag auf Lebenszeit bekommen hatte, gab er das Singen zugunsten des Schauspielens auf.
Bei der Uraufführung von E. T. A. Hoffmanns Oper Undine am 3. August 1816 sang Wauer die Partie des „Kühleborn“. Auch in den Uraufführungen von Carl Maria von Webers Oper Der Freischütz am 18. Juni 1821 (als „Eremit“) und Carl Blums Oper Prinz Riquet mit dem Haarbüschel 1824 (als „Hofmeister“) wirkte Wauer erfolgreich mit.
Im Herbst 1850 gab Wauer seine letzte Vorstellung – als Gottschalk im Käthchen von Heilbronn und mit Wirkung vom 1. Dezember 1850 wurde er pensioniert. Auf Wunsch des preußischen Königs Friedrich Wilhelm IV. wurde Wauers 50-jähriges Bühnenjubiläum am 3. Februar 1852 im königlichen Hoftheater gefeiert.
Mit seiner Familie ließ er sich am 9. Dezember desselben Jahres in Freienwalde an der Oder nieder. Im Alter von 74 Jahren starb Karl Wauer dort und fand dort auch seine letzte Ruhestätte.
Er spielte 601 Rollen und sang 156 größere oder kleinere Opernpartien.
Die Schriftstellerin Minna Wauer (1815–1866) sowie der Schauspieler, Rezitator und Schriftsteller Hugo Wauer (1828–1912) sind Kinder von Karl Wauer.

„Wauer, dessen Persönlichkeit alle edlere Haltung versagt war, bildete die seinem Naturell verwandten Gestalten bis zur Vollkommenheit aus: derbe Bürger, Bauern, Matrosen, Corporale, Hausknechte, Knappen etc. Rührende Treuherzigkeit, wüthende Leidenschaft, glückliche Heiterkeit, ansteckendes Lachen, Trunkenheit in jeder Nüance: von der angenehmen Weinlaune bis zur Branntweinabgestumpftheit, stand ihm mit täuschender Wahrheit zur Gebote und wurde von seiner gedrungen corpulenten Gestalt trefflich unterstützt“

## Rollen (Auswahl)
- Oransky – Faniska (Luigi Cherubini)
- Miller – Kabale und Liebe (Friedrich Schiller)
- Wachtmeister – Wallensteins Lager (Friedrich Schiller)
- Stauffacher – Wilhelm Tell (Friedrich Schiller)
- Werner – Minna von Barnhelm (Gotthold Ephraim Lessing)
- Leporello – Don Giovanni (Wolfgang Amadeus Mozart)
- Oberförster – Die Jäger (August Wilhelm Iffland)
- Sarastro – Die Zauberflöte (Wolfgang Amadeus Mozart)
- Jakob – Joseph und seine Brüder (Étienne-Nicolas Méhul)
- Mikéli – Der Wasserträger (Luigi Cherubini)
- Kräutermann – Doktor und Apotheker (Carl Ditters von Dittersdorf)